# Castle Rock (fikcyjne miasto)
Castle Rock – fikcyjne miasto położone w stanie Maine, USA. Po raz pierwszy pojawiło się w opowiadaniu Martwa strefa Stephena Kinga i od tego czasu było tłem wydarzeń wielu powieści i opowiadań tego autora. Castle Rock jest typowym małym miastem Nowej Anglii skrywającym liczne tajemnice. Po powieści Sklepik z marzeniami King chciał zaprzestać umieszczania akcji tutaj, jednak nadal pojawiają się wzmianki o nim w takich pracach jak choćby Jazda na kuli i Worek kości.

## Pierwowzór
Castle Rock jest wzorowane na licznych fikcyjnych miastach H.P. Lovecrafta położonych w Nowej Anglii takich jak Arkham, Dunwich, Innsmouth, Kingsport i wiele innych. King przyznał się otwarcie do czerpania z dziedzictwa Lovecrafta i bycia jego wielkim fanem. Dodatkowo Castle Rock może być wzorowane na rodzinnej miejscowości Kinga Durham w Maine i Lisbon Falls, gdzie chodził do szkoły.

## Castle Rock jako miejsce akcji
- Martwa strefa
- Cujo
- Ciało (ze zbioru Cztery pory roku)
- Ciężarówka wuja Otto (ze zbioru Szkieletowa załoga)
- Mroczna połowa
- Polaroidowy pies (ze zbioru Czwarta po północy)
- Sklepik z marzeniami
- To żyje w nas (ze zbioru Marzenia i koszmary)
- Pudełko z guzikami Gwendy
- Uniesienie

## Odniesienia w innych utworach
- Opowieści makabryczne
- Cmentarna szychta (ze zbioru Nocna zmiana)
- Nona (ze zbioru Szkieletowa załoga)
- Skrót pani Todd (ze zbioru Szkieletowa załoga)
- Babcia (ze zbioru Szkieletowa załoga)
- Gra Geralda
- Pokochała Toma Gordona
- Worek kości (duża część akcji dzieje się w Castle Rock)
- Jazda na kuli
- Bastion
- Szpital Królestwo (serial telewizyjny)
- To
- Rita Hayworth and Shawshank Redemption (narrator Red był mieszkańcem Castle Rock przed wyrokiem)
- Smętarz dla zwierzaków (odnosi się do wydarzeń z Cujo, mających miejsce w Castle Rock)
- Historia Lisey
- Łowca snów (wzmianki o radiu Castle Rock)
- Człowiek w czarnym garniturze (ze zbioru Wszystko jest względne. 14 mrocznych opowieści)
- N. (ze zbioru Po zachodzie słońca)
- Pod kopułą
- Lunatycy (szeryf prosi o posiłki z Castle Rock)
- Premium Harmony (krótkie opowiadanie opublikowane w listopadzie 2009 w The New Yorker)
- Przebudzenie

## Castle Rock w filmach
Pierwsza adaptacja w której pojawia się wzmianka o Castle Rock to Stań przy mnie (adaptacja opowiadania Ciało). Miasto przeniesiono z Maine do stanu Oregon. Reżyser Rob Reiner nazwał później jego wytwórnię Castle Rock Entertainment, produkującą następne adaptacje dzieł Kinga. W filmie Mgła główny bohater, David Drayton, czyta gazetę The Castle Rock Times.